# Институт за међународно право
Институт за међународно право (фр. Institut de Droit International), је академско удружење које се бави проучавањем и развојем међународног права, а његови чланови су водећи међународно признати правни стручњаци. Институт за међународно право је добитник Нобелове награде за мир 1904. године.

## Сврха Института
Сврха института је да промовише развој међународног права у складу са правном свешћу цивилизованог света, настојећи да кодификује  међународно право на принципима који су у складу са потребама савременог друштва. Институт се, у складу са својим надлежностима, бави правним прописима у мирно доба, али и применом закона у рату. Такође, Институт се бави проучавањем потешкоћа у тумачењу или примени закона и, ако је потребно, даје своје мишљење у нејасним и спорним случајевима.

## Историја Института
Институт за међународно право основан је 8. септембра 1873. у лучком граду Генту у Белгији . Једанаест познатих међународних правника одлучило је да створи институцију која ће бити независна од било каквог владиног утицаја и која ће моћи да допринесе развоју међународног права и делује на такав начин да се овај закон примењује у пракси. Институт се начелно састаје сваке две године, а између његових седница Стручни одбор проучава теме одабране на претходној седници. О раду Комисије расправља се на седницама и по потреби се доносе резолуције које имају нормативни карактер. Ове резолуције се достављају владиним институцијама, међународним организацијама и научној заједници. На овај начин Институт истиче lex lata (шта је закон) да би промовисао његову примену, али Институт понекад доноси и de lege ferenda решења (какав би закон требало да буде) да би допринео развоју међународног права .
Оснивачи су били:
- Pasquale Stanislao Mancini (из Рима), Председник;
- Emile de Laveleye (Лијеж);
- Tobias Michael Carel Asser (Амстердам);
- James Lorimer (Единбург);
- Wladimir Besobrassof (Санкт Петербург);
- Gustave Moynier (Женева);
- Jean Gaspar Bluntschli (Хајделберг);
- Augusto Pierantoni (Напуљ);
- Carlos Calvo (Буенос Ајрес);
- Gustave Rolin-Jaequemyns (Гент);
- David Dudley Field (Њујорк)

## Нобелова награда
Нобелову награда за мир коју је Институт добио 1904. године за рад у арбитражи између држава, односно миран начин решавања спорова, свакако је велико признање.

## Седиште  Института
Члан 11 Статутом  предвиђа да седиште Института буде у сталном месту становања  генералног секретара Института, тако да је до сада његово седиште било: у Генту (три пута), у Бриселу (четири пута), у Лозани, Лувену (два пута), Хагу, Женева (два пута), Париз, и тренутно се налази (од 2003. године ) у градићу Грез-Доицеау у Белгији .